# شيكو ووكر
شيكو ووكر (بالإنجليزية: Chico Walker) هو لاعب كرة قاعدة أمريكي، ولد في 25 نوفمبر 1957 في جاكسون في الولايات المتحدة.

## وصلات خارجية
- شيكو ووكر على موقعبيزبول رفرنس.كوم (الدوري الرئيسي) (الإنجليزية)
- شيكو ووكر على موقعبيزبول رفرنس.كوم (الدوري الثانوي) (الإنجليزية)